# Teorema de la rotació d'Euler

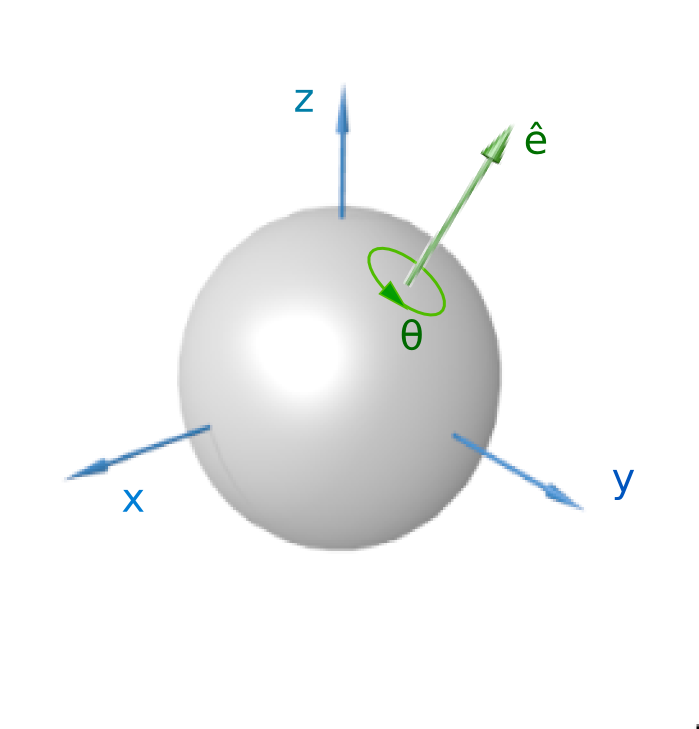
Una rotació representada per un eix i un angle d'Euler.

En geometria, el teorema de la rotació d'Euler estableix que, en l'espai tridimensional, qualsevol desplaçament d'un cos rígid de tal manera que un punt del cos rígid roman fix, és equivalent a una única rotació al voltant d'algun eix que passa pel punt fix. També vol dir que la composició de dues rotacions també és una rotació. Per tant, el conjunt de rotacions té una estructura de grup, coneguda com a grup de rotació.

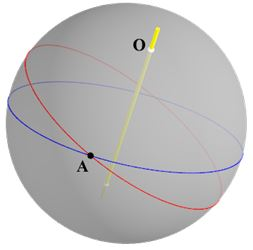
Figura 1 : El gran cercle blau de l'esfera es transforma en gran cercle vermell quan es gira al voltant del diàmetre a través de O

El teorema rep el nom de Leonhard Euler, que el va demostrar el 1775 mitjançant la geometria esfèrica. L'eix de rotació es coneix com a eix d'Euler, normalment representat per un vector unitari ê. El seu producte per l'angle de rotació es coneix com a vector eix-angle. L'extensió del teorema a la cinemàtica produeix el concepte d'eix instantani de rotació, una línia de punts fixos.
En termes d'àlgebra lineal, el teorema estableix que, a l'espai 3D, dos sistemes de coordenades cartesianes amb un origen comú estan relacionats mitjançant una rotació al voltant d'algun eix fix. Això també significa que el producte de dues matrius de rotació és de nou una matriu de rotació i que per a una matriu de rotació no identitat un valor propi és 1 i els altres dos són complexos, o tots dos iguals a -1. El vector propi corresponent a aquest valor propi és l'eix de rotació que connecta els dos sistemes.
Per arribar a una demostració, Euler analitza com seria la situació si el teorema fos cert. Per a això, suposem que la línia groga de la figura 1 passa pel centre de l'esfera i és l'eix de rotació que busquem, i el punt O és un dels dos punts d'intersecció d'aquest eix amb l'esfera. Llavors considera un cercle gran arbitrari que no conté O (el cercle blau), i la seva imatge després de la rotació (el cercle vermell), que és un altre cercle gran que no conté O. Etiqueta un punt de la seva intersecció com a punt A . (Si els cercles coincideixen, llavors A es pot prendre com qualsevol punt de qualsevol; en cas contrari, A és un dels dos punts d'intersecció).